# Brat (album)
Brat este al șaselea album de studio al cântăreței engleze Charli XCX, lansat prin Atlantic Records pe 7 iunie 2024. Produs de XCX și de partenerul ei, George Daniel, în colaborare cu A. G. Cook, Finn Keane și Cirkut, albumul este influențat de scena muzicală rave din Anglia anilor 2000. O ediție deluxe, intitulată Brat and It's the Same but There's Three More Songs So It's Not, cu trei piese suplimentare, a fost lansată pe 10 iunie 2024. Un album de remixuri, intitulat Brat and It's Completely Different but Also Still Brat, cu 20 de artiști invitați, a fost lansat pe 11 octombrie 2024.
Brat a fost primit cu recenzii pozitive din partea criticilor. Comercial, a debutat pe locul doi în UK Albums Chart, și a ajuns în top 10 în alte 12 țări, inclusiv în Statele Unite, unde a debutat pe locul trei. Potrivit Metacritic, este cel mai bine cotat album al anului 2024, și al 16-lea cel mai bine cotat album din toate timpurile, începând cu luna august 2024. Brat a fost nominalizat pentru șapte premii Grammy la cea de-a 67-a ceremonie anuală, inclusiv pentru Albumul anului.
Coperta albumului și estetica brat au constituit un fenomen popular pe rețelele de socializare, și au fost adoptate de campania prezidențială 2024 a vicepreședintei americane Kamala Harris, pe care Charli XCX a ales să o susțină.

## Compunere
Brat își găsește inspirația în scena rave ilegală din Londra, unde Charli XCX a început să cânte în adolescență. Ea a menționat, de asemenea, că Brat este „probabil cel mai apropiat album de [mixtape-ul ei din 2017] Pop 2 în ceea ce privește etosul său.” A fost descris ca fiind format din stiluri electropop, club-pop, hyperpop, electroclash, și dance. Charli XCX i-a declarat lui Katie Bain de la Billboard că Brat este produs dintr-o colecție restrânsă de sunete pentru a crea „acest minimalism unic foarte sonor și îndrăzneț”. Shaad D'Souza de la The Face a comparat sunetul albumului cu compilațiile The Annual de la Ministry of Sound din anii 2000, și cu albumul Loud al Rihannei din 2010, numind versurile „arogante și obraznice, dar tandre și sfâșietoare”.
Charli XCX a confirmat că piesa „Girl, So Confusing” explorează relația ei controversată cu o colegă artistă. Ascultătorii au speculat că piesa se referă la Marina Diamandis, Rina Sawayama sau Lorde, despre care s-a confirmat ulterior că este vorba. Lorde a apărut apoi pe versiunea remixată a piesei. „Sympathy Is a Knife” face aluzie la o altă situație similară; s-a speculat că piesa se referă la relația ei cu Taylor Swift, precum și la percepția lui Charli despre relația ei cu solistul trupei The 1975, Matty Healy. „Rewind” a fost scris ca un răspuns direct la succesul piesei „Speed Drive” de pe coloana sonoră Barbie. „Mean Girls”, un cântec parțial inspirat de co-prezentatoarea Red Scare, Dasha Nekrasova, și modelul Julia Fox, se concentrează pe „fascinația societății pentru fetele rele”.
Versiunea deluxe a albumului Brat adaugă trei melodii noi. „Hello Goodbye” a fost descrisă ca fiind „confuză în privința crush-ului”. În „Guess”, Charli XCX provoacă ascultătorul să ghicească culoarea lenjeriei sale, melodie pe care criticii au numit-o „cuceritoare și sugestivă”. „Spring Breakers” sugerează că temperamentul lui Charli XCX o împiedică să participe la evenimente ale industriei muzicale, cum ar fi Premiile Grammy.

## Recepție
Potrivit agregatorului de recenzii Metacritic, Brat a primit „aprecieri universale”, pe baza unui scor mediu ponderat de 95 din 100, din 24 de scoruri ale criticilor. Conform datelor din august 2024, albumul este cel mai bine cotat album al anului, și al 16-lea cel mai bine cotat album de pe site din toate timpurile. Site-ul agregator de recenzii AnyDecentMusic? a compilat 28 de recenzii, și a acordat albumului o medie de 8,7 din 10. Criticii au lăudat vulnerabilitatea emoțională a lui Charli XCX, declarând că Brat este unul dintre cele mai bune albume ale sale, Laura Snapes de la The Guardian numindu-l o capodoperă.
Sadie Bell de la revista People a făcut legătura între coperta albumului și conținutul său, pe care Charli XCX l-a numit „conflictual”. Supranumită tendința „Brat summer”, senzația virală a fost provocată de apariția online a unui instrument - Brat generator - care permitea utilizatorilor să reproducă stilul copertei și tonul specific de verde cu propriul text personalizat. Roata din Londra a fost iluminată în verde lime în ziua lansării albumului. National Geographic a recunoscut albumul și figura „brat girl” într-un articol pe această temă, în care se discută despre icoanele feminine rebele din istorie, inclusiv Cleopatra, Wu Zetian, Lucrezia Borgia, Georgiana Cavendish și Aurore Dupin (alias George Sand).
După ce Joe Biden a decis să se retragă din alegerile prezidențiale americane din 2024, profilul oficial al campaniei Biden-Harris s-a redenumit „Kamala HQ”, susținând-o pe vicepreședinta Kamala Harris, și a schimbat imaginea bannerului său imitând coperta albumului, înlocuind „brat” cu „kamala hq”. Acest lucru s-a întâmplat după ce Charli XCX a susținut-o pe Harris pe X (fostul Twitter), postând declarația „kamala ESTE brat”. Mai multe videoclipuri TikTok au prezentat editări ale cântecelor de pe album cu imagini ale lui Harris în fundal. Unii analiști au sugerat că legătura dintre campanie și album va crea entuziasm în rândul tinerilor votanți.

## Conținut
| Brat – ediția standard |                                 |                                                                 |         |  |
| Nr.                    | Titlu                           | Producători                                                     | Lungime |  |
| 1.                     | „360”                           | Cirkut A. G. Cook Keane                                         | 2:13    |  |
| 2.                     | „Club Classics”                 | Daniel Cook                                                     | 2:33    |  |
| 3.                     | „Sympathy Is a Knife”           | Keane Charli XCX                                                | 2:31    |  |
| 4.                     | „I Might Say Something Stupid”  | Gesaffelstein Bart Schoudel                                     | 1:49    |  |
| 5.                     | „Talk Talk”                     | Hudson Mohawke Cook                                             | 2:41    |  |
| 6.                     | „Von Dutch”                     | Keane                                                           | 2:44    |  |
| 7.                     | „Everything Is Romantic”        | El Guincho Cook XCX Jasper Harris Marlonwiththeglasses Jae Deal | 3:23    |  |
| 8.                     | „Rewind”                        | Cirkut Cook                                                     | 2:48    |  |
| 9.                     | „So I”                          | Shave Cook                                                      | 3:31    |  |
| 10.                    | „Girl, So Confusing”            | Cook                                                            | 2:54    |  |
| 11.                    | „Apple”                         | Daniel Wiklund Cook XCX                                         | 2:31    |  |
| 12.                    | „B2B”                           | Gesaffelstein Fedi Cook Schoudel                                | 2:58    |  |
| 13.                    | „Mean Girls”                    | Cook Hudson Mohawke                                             | 3:09    |  |
| 14.                    | „I Think About It All the Time” | Cook Keane                                                      | 2:15    |  |
| 15.                    | „365”                           | Cook Cirkut                                                     | 3:23    |  |
| Lungime totală:        | Lungime totală:                 | Lungime totală:                                                 | 41:23   |  |

| Brat and It's the Same but There's Three More Songs So It's Not – ediția deluxe |                   |                  |         |  |
| Nr.                                                                             | Titlu             | Producători      | Lungime |  |
| 16.                                                                             | „Hello Goodbye”   | Cook             | 3:39    |  |
| 17.                                                                             | „Guess”           | The Dare         | 2:22    |  |
| 18.                                                                             | „Spring Breakers” | Cook Keane Shave | 2:23    |  |
| Lungime totală:                                                                 | Lungime totală:   | Lungime totală:  | 49:46   |  |